# Nicolau Casaus de la Fuente i Jené
Nicolau Casaus de la Fuente i Jené, més conegut com a Nicolau Casaus, (Mendoza, 12 de gener de 1913 - Castelldefels o Barcelona, 8 d'agost de 2007) fou un empresari i dirigent esportiu català, vicepresident del FC Barcelona entre 1978 i 2003. Va ser un dels directius més carismàtics del Futbol Club Barcelona i un gran impulsor de les penyes barcelonistes.

## Biografia
Casaus va néixer el 12 de febrer de 1913 a la ciutat argentina de Mendoza. Quan només tenia cinc anys, la família es va traslladar a Igualada per qüestions econòmiques. Concretament el seu pare José, que era andalús (de Lora del Río, Sevilla), la seva mare Gertrudis, que era lleidatana (de Cervera), i els seus germans Lola i Josep. Ja de ben jove es va convertir en un fervent seguidor del FC Barcelona, i amb només 20 anys va fundar a Igualada la Penya Germanor Barcelonista.

### La guerra civil i la presó
Casaus combinava la seva feina a l'empresa familiar del sector del tèxtil amb la seva vinculació amb el barcelonisme, tasques a les quals hi va afegir l'activisme catalanista i antifeixista als voltants de la Guerra Civil, quan va dirigir la revista Horitzons, de perfil republicà. A causa d'aquestes activitats, en acabar la guerra, Casaus va ser detingut (acusat de rojo, separatista y auxilio a la rebelión) i condemnat a mort (situació que va mantenir-se durant 72 dies). Finalment va passar cinc anys a la presó, i en va sortir sense drets de ciutadà, en tant que expresidiari per motius polítics. Des que va sortir de la presó, va col·laborar activament en moltes activitats relacionades amb el Barça, i tot i que no formava part del club de forma oficial, fou membre del comitè organitzador dels actes d'inauguració del Camp Nou, el 24 de setembre de 1957. Malgrat tot, a conseqüència de les represàlies polítiques imposades per la dictadura, no va poder ser oficialment directiu del Barça fins al 1978, ja en el post-franquisme.

### Primera candidatura a president del FC Barcelona (1965)
En sortir de la presó va reprendre el negoci tèxtil familiar (en part gràcies a l'ajut del seu gran amic Josep Samitier), i es va tornar a vincular amb el barcelonisme a través de la Penya Solera, del carrer Pelai de Barcelona, que va acabar presidint durant 18 anys (des de 1948), i on també hi havia, entre d'altres, Antoni Ramallets i Gustau Biosca. En aquesta època va tenir un paper important en el trasllat del camp del Barça des de Les Corts al Camp Nou. El 1965 es va presentar per primera vegada a les eleccions del club, les quals va guanyar Narcís de Carreras, qui el va designar com a representant oficial del club entre les penyes.

### Segona candidatura a president del FC Barcelona (1978)
La mort de la seva primera dona, Pepita Massip, el 1975 en accident de trànsit, va obrir un dur parèntesi a la seva vida, però el 1978 va decidir optar altre cop a la presidència del Club, després d'exercir l'oposició durant els mandats d'Enric Llaudet (1961-1968) i d'Agustí Montal i Costa (1969-1977). A les eleccions s'hi varen presentar Josep Lluís Núñez, Ferran Ariño i ell mateix. El directiu Josep Mussons fou un dels membres de la seva candidatura.

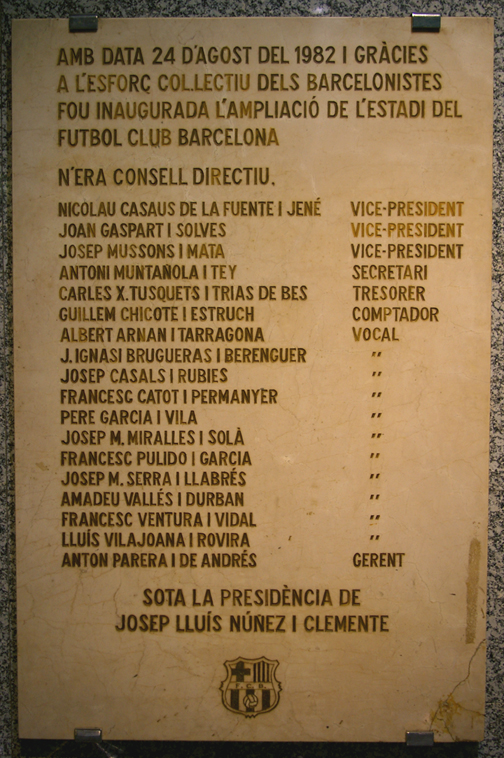
Placa commemorativa de l'ampliació de l'Estadi del Futbol Club Barcelona.

 Malgrat la derrota (Casaus va obtenir un 23% (6.202 vots) contra el 39% (10.352 vots) de Núñez) i una promesa en sentit contrari, va acceptar ser vicepresident i responsable de l'àrea social sota la presidència de Núñez. Va ocupar aquests càrrecs fins al 1999. Aleshores va ser nomenat President d'Honor de l'Àrea Social, i tot i així va seguir anant al seu despatx fins a l'arribada de la junta de Joan Laporta al capdavant del Club el 2003, any en què poc abans havia estat nomenat Vicepresident honorífic de l'entitat per Joan Gaspart.

## Activitat amb les penyes
Quan va entrar al club amb càrrec per treballar en l'àrea social i en la relació amb les Penyes, el 1978, hi havia 60 penyes barcelonistes; en el moment de la seva mort n'hi havia 1.500 arreu del món. 

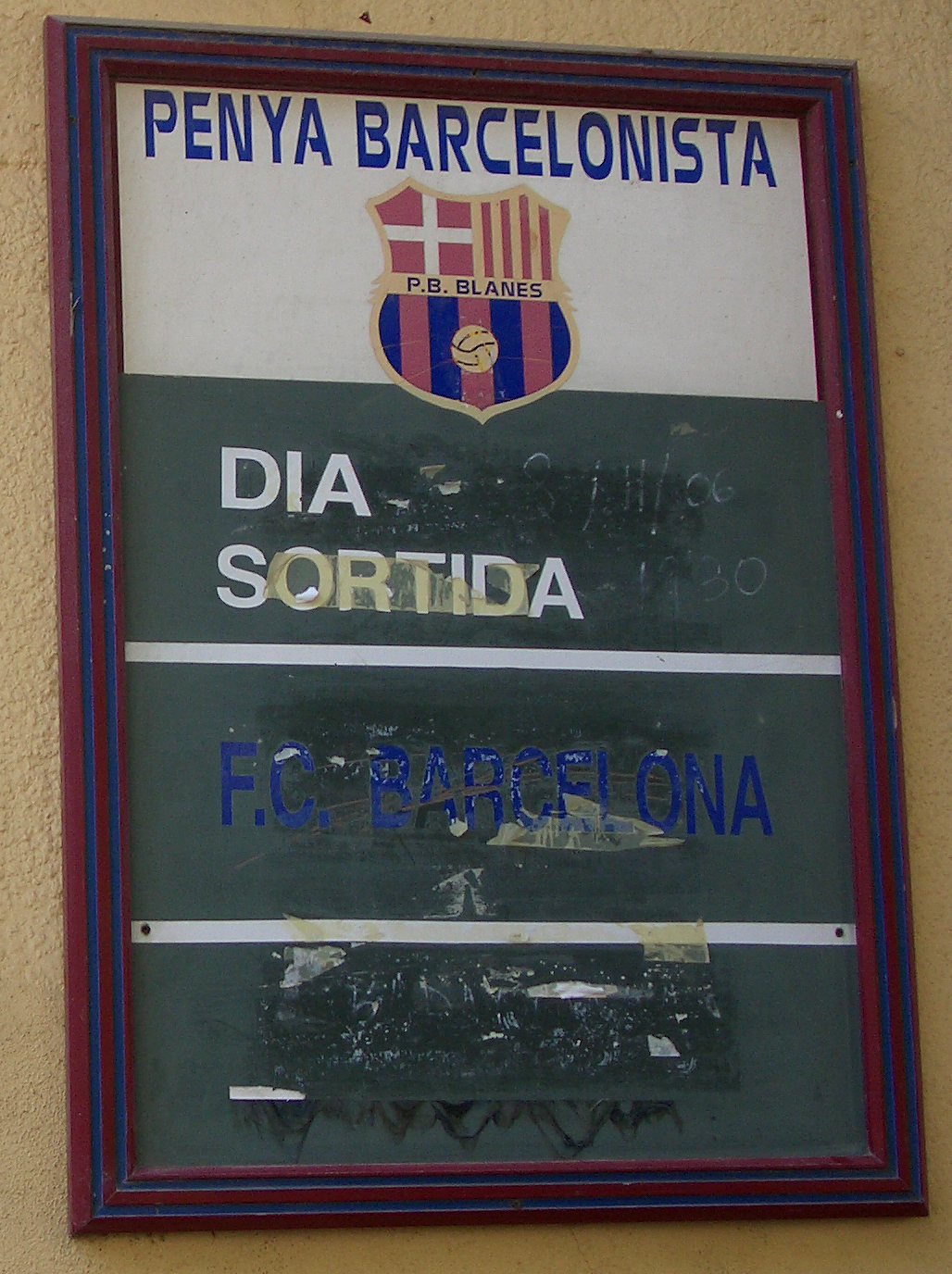
Pissarra amb l'escut de la Penya Barcelonista de Blanes

Casaus sempre va representar la cara més social del Club, va ser un símbol que va personificar l'esperit blaugrana i el va saber exportar arreu del món. Va rebre nombrosos reconeixements, entre els quals destaca la Medalla al Mérito Deportivo i la distinció de Forjador de la Història Esportiva de Catalunya que va rebre el 1995 de mans de Jordi Pujol.
El 12 de juny de 1999 fou homenatjat pels penyistes del club en una trobada on se'l va obsequiar amb un bust de bronze que actualment és exposat al Museu FC Barcelona President Núñez.

### Mort
Nicolau Casaus morí el 8 d'agost de 2007, a Castelldefels, dos dies després d'haver estat hospitalitzat, víctima d'una llarga malaltia que ja feia anys que l'havia apartat de la vida pública.